# Bada Barabīl
Bada Barabīl är en ort i Indien.   Den ligger i distriktet Kendujhar och delstaten Odisha, i den östra delen av landet, 1 100 km sydost om huvudstaden New Delhi. Bada Barabīl ligger 470 meter över havet och antalet invånare är 56 870.
Terrängen runt Bada Barabīl är kuperad norrut, men söderut är den platt. Runt Bada Barabīl är det ganska tätbefolkat, med 239 invånare per kvadratkilometer. Bada Barabīl är det största samhället i trakten. I omgivningarna runt Bada Barabīl växer huvudsakligen savannskog.